# Dison
Dison là một đô thị ở tỉnh Liège, Vương quốc Bỉ. Tại thời điểm ngày 1 tháng 1 năm 2006, Dison có tổng dân số 14.243. Tổng diện tích là 14,01 km² với mật độ dân số 1.017 người trên mỗi km².